# Соболев, Филипп Якимович
Филипп Якимович Соболев (1723, Тверь — 1786, там же) — первый тверской городской голова. В должности с 1776 года по 1779 год.

## Биография
Родился в 1723 году в Твери. Выходец из купеческой семьи. Занимался торговлей хлебом, доставлявшимся гуртовым водным путём к Санкт-Петербургскому и Рижскому портам. В разное время занимал должности в структуре городского управления г. Твери:
- с 1747 г. — служил в земской управе;
- в 1758 г. — судья в совестном суде;
- в 1761—1769 — бургомистр в провинциальном магистрате;
- в 1774—1776 — президент в военном магистрате[1].

В 1776 г. купцы и мещане избрали Соболева Ф. Я. первым городским головой после официального введения этой должности. Этот пост он занимал с 1776 по 1779 годы. В период, когда Соболев Ф. Я. возглавлял гражданское управление городом, в Твери:
- был учреждён (по инициативе императрицы Екатерины II) первый публичный сад для отдыха и увеселения горожан - Воксал на правом берегу Волги (ныне территория мелькомбината). Содержание сада было возложено на городские власти и городское купечество.
- было завершено устройство городского сада (1764-1778, архитектор Никитин. Сад был окружен каменной стеной с тремя входами.
- завершено строительство императорского Путевого дворца.

После завершения своих полномочий Соболев Ф. Я. был гласным Городской думы. Скончался он в 1786 году